# Huai od Xije
Huai od Xije (kineski 槐) bio je osmi kralj te kineske dinastije. Njegovo je drugo ime Fen (芬).
On je naslijedio svog oca Zhua.
U 3. godini Huaijeve vladavine, devet je barbara došlo u njegov glavni grad.
U 16. godini vladavine ovog kralja ministar se Luobo sukobio s ministrom Fengyijem.
Huai je vladao 26 ili 44 godine. Naslijedio ga je sin Mang.